# Aseel

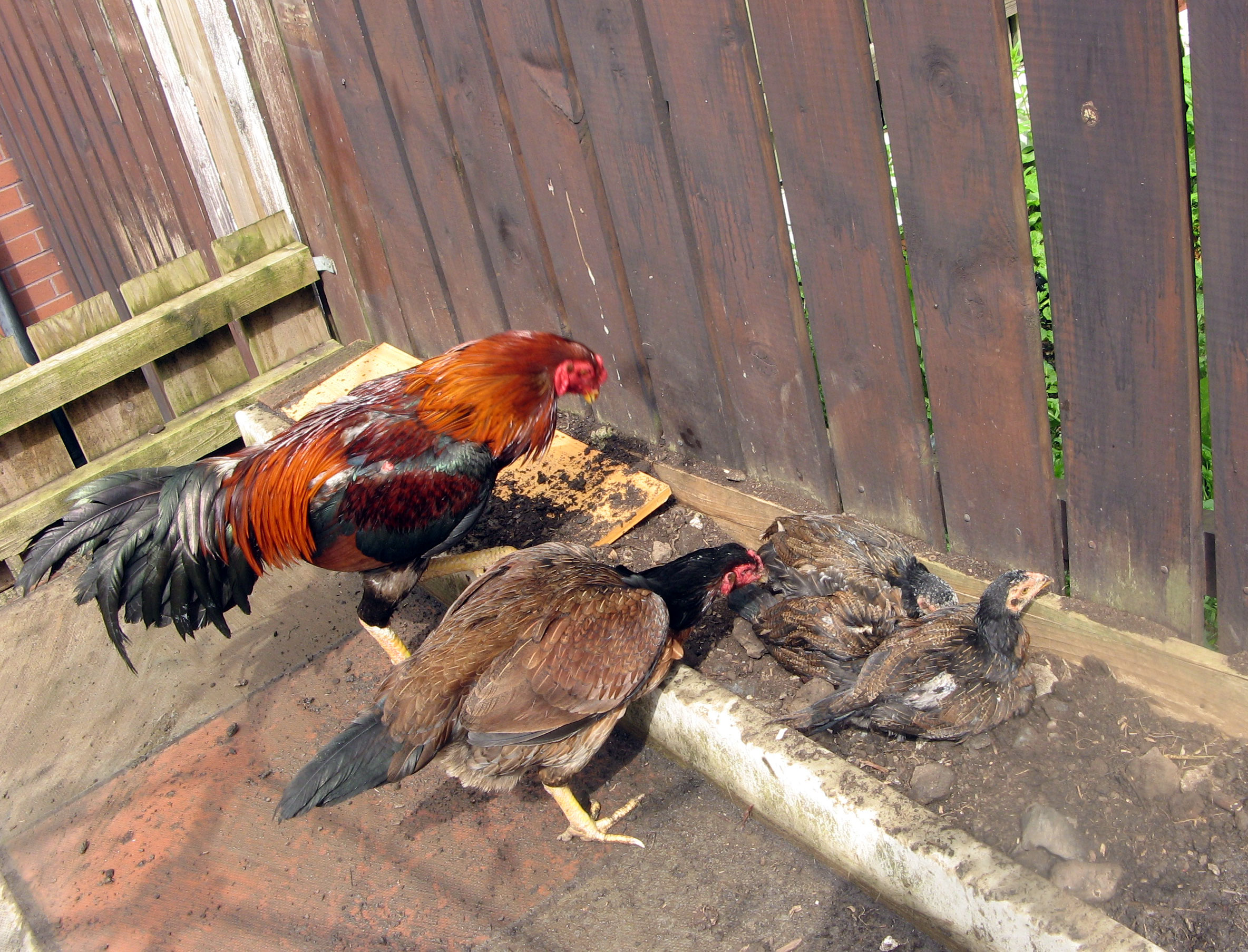
Kulang Aseel haan en Kulang Aseel hen

Het kippenras Aseel komt oorspronkelijk uit India en behoort tot de vechthoenders. In India stond het ras in hoog aanzien. Rond 1750 waren een aantal Aseels meegenomen naar Europa waaruit de huidige Aseel is ontstaan.

## Uiterlijk
De Aseel is een laaggesteld en breedgebouwd hoen. De romp van de Aseel is eivormig en wordt opgericht gedragen. De vleugels worden enigszins afhangend gedragen. Het ras heeft een krappe bevedering die kenmerkend is voor een vechthoen, door deze bevedering is het borstbeen zichtbaar. De kop van een Aseel heeft een drierijige kam en zware wenkbrauwen. De kinlellen zijn klein of ontbreken. De poten van de Aseel zijn geel van kleur. De Aseel komt voor in de volgende kleurslagen: wit, patrijsbont, tarwe, wildkleur, zwart-witgevlekt en blauw-zilverhalzig.

## Eigenschappen
Aseel hanen zijn agressief naar elkaar. Daarom laten fokkers bij jonge haantjes vaak een oudere haan lopen om de orde te bewaren. Ondanks onderlinge agressiviteit zijn Aseels naar hun verzorgers zeer vertrouwelijk. Hennen leggen weinig eieren, maar zijn goede en soms felle moederkloeken.